# Burg Heidenreichstein
Die Burg Heidenreichstein ist eine Wasserburg in Heidenreichstein 17 km nordöstlich von Gmünd in Niederösterreich.

## Anlage
Die Burg Heidenreichstein liegt auf einem Felskopf, der nur wenig die Umgebung überragt. Allein die Wassergräben, die Türme und die hohen, schroffen Mauern signalisieren Abwehrbereitschaft. Die Burg wird im Süden vom Hauswehrteich, im Osten vom Romaubach und im Westen sowie im Norden durch Gräben begrenzt.
Die Burg ist nur über zwei Zugbrücken und ein Renaissancetor erreichbar. Die runden Ecktürme haben ein spitzes, kegelförmiges Dach. Der Wehrgang des größten Turmes wird vom vorragenden Dach geschützt. Der hohe Bergfried ist der älteste Teil der Burganlage und dürfte schon um 1160 errichtet worden sein, während die meisten Wirtschaftsgebäude erst zwischen dem 15. und 16. Jahrhundert erbaut wurden.
Der großteils gotische Dachstuhl mit gehackten Balken wird von geschnitzten Holznägeln zusammengehalten, das Dach ist noch mit Schindeln gedeckt.
Die Einrichtung stammt aus verschiedenen Zeitepochen, einige Tische und Truhen stammen noch aus der Gotik, auch alte Rüstungen und Waffen sind erhalten.

## Geschichte

### Die Grafen von Raabs

Wappen der Grafen von Raabs und Burggrafen von Nürnberg

Wie große Teile des nördlichen Waldviertels in Niederösterreich war auch das Gebiet um Heidenreichstein im Hochmittelalter reichsunmittelbar und gehörte den Grafen von Raabs, die zugleich von 1105 bis 1191 auch die ersten Burggrafen von Nürnberg waren.
Die Gründung der Burg und des Ortes dürfte zwischen 1180 und 1190 durch ihren Vasallen Heidenreich, Sohn des Wolfker von Eggenburg, der zur Familie der Burggrafen von Gars-Eggenburg gehörte, erfolgt sein. Sie gehörten wohl zur weit verzweigten Sippe der Kuenringer. Ähnlich wie Burg Rappottenstein war die Burg Heidenreichstein eine Minnesängerburg, da neben den Babenbergern auch der Burggraf Heidenreich von Gars den Minnesang förderte. Aufgabe der Burg war es, zwei wichtige Fernstraßen nach Böhmen zu sichern. Schon 1205 nannte sich Heidenreichs Bruder in einer Urkunde, die zugleich die erste schriftliche Erwähnung der Burg beinhaltet, Otto von Heidenreichstein.
Als Graf Konrad von Raabs um 1191 starb, wurde sein Besitz zwischen seinen beiden Töchtern geteilt.
Die älteste Tochter Sophia von Raabs erbte die Grafschaft Raabs und wurde durch ihre Vermählung mit Friedrich III. von Zollern zur „Stammmutter“ der Hohenzollern und der späteren preußischen Könige und deutschen Kaiser.

### Die Grafen von Hirschberg

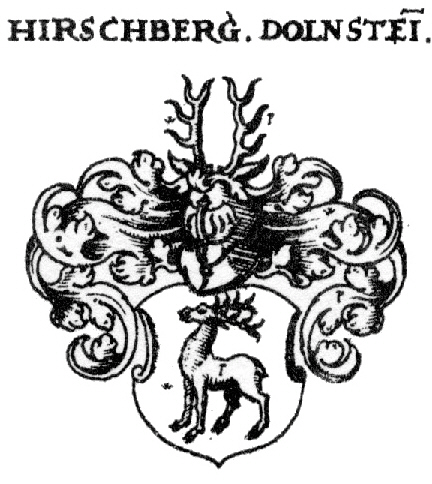
Hirschberg Siebmacher009 - 1703 - Grafen

Die jüngere Tochter Agnes brachte den westlichen Teil der Grafschaft Raabs mit Litschau und Heidenreichstein in ihre Ehe mit Graf Gebhart von Hirschberg-Tollenstein ein. Die Grafen von Hirschberg machten sich um die Kolonisierung der Grenzregion um Heidenreichstein verdient.
1282 belehnte ein anderer Graf Gebhard aus dieser Familie Leutold I. von Kuenring-Dürnstein (* 1243; † 18. Juni 1312) und dessen Bruder Heinrich IV. von Kuenring († 1286) mit Litschau und Heidenreichstein.
Er verkaufte aber seine Oberherrschaft 1297 an Herzog Albrecht I. von Österreich, der auch Herzog von Steiermark und von Krain sowie Herr der Windischen Mark war und von 1298 bis 1308 als römisch-deutscher König regierte.

### Die Herren von Klingenberg

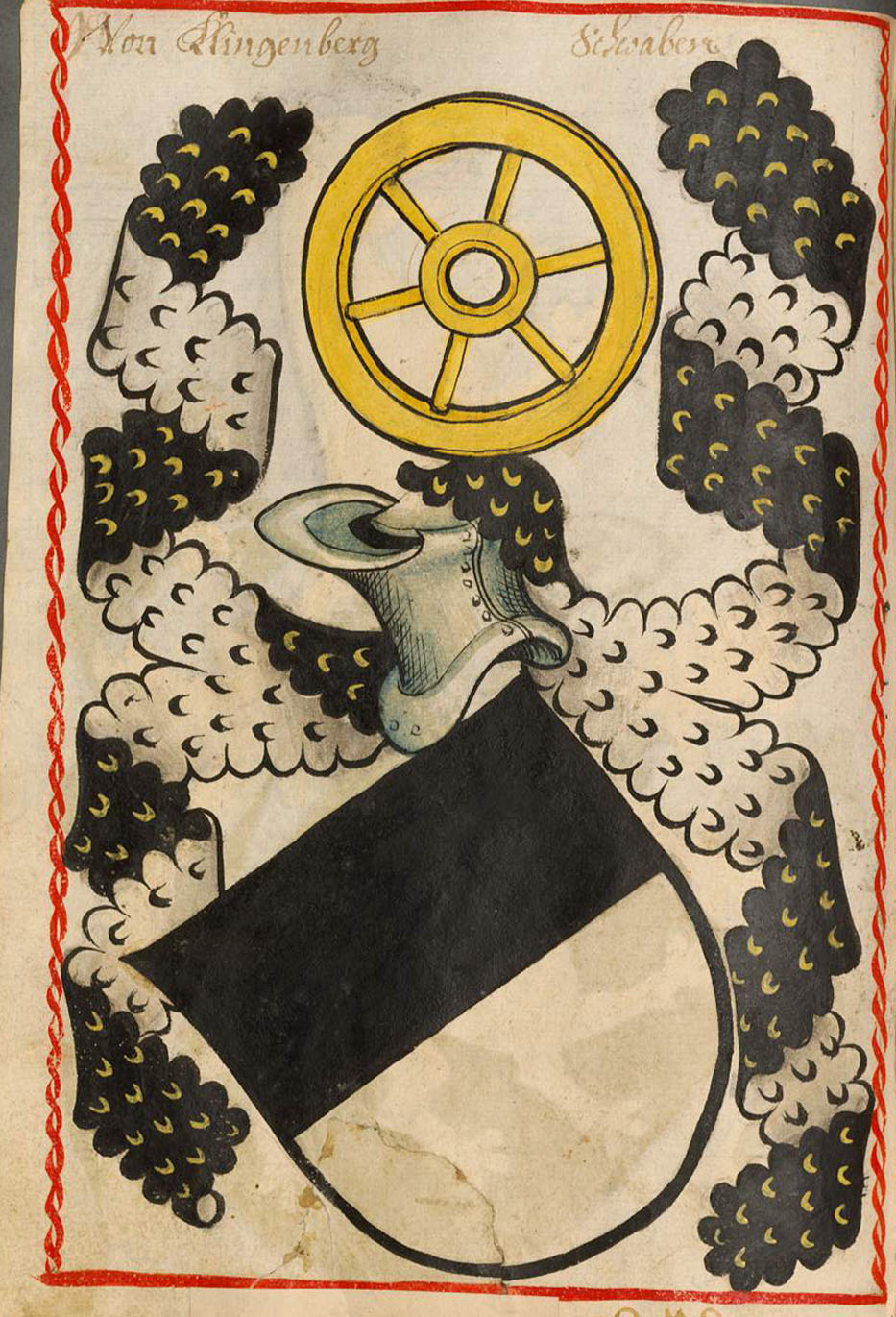
Wappen der Herren von Klingenberg

Unter Herzog Friedrich I. dem Schönen von Österreich († 1330 als römisch-deutscher König), wurden Litschau und Heidenreichstein 1314 an Johann von Klingenberg verpfändet, der 1330 nahe Litschau das Kollegiatstift Eisgarn gründete. Auf ihn folgte Heinrich von Klingenberg, der auch Erbvogt von Stift Eisgarn war und am 26. August 1346 in der Schlacht bei Crécy fiel.

### Die Herren von Puchheim

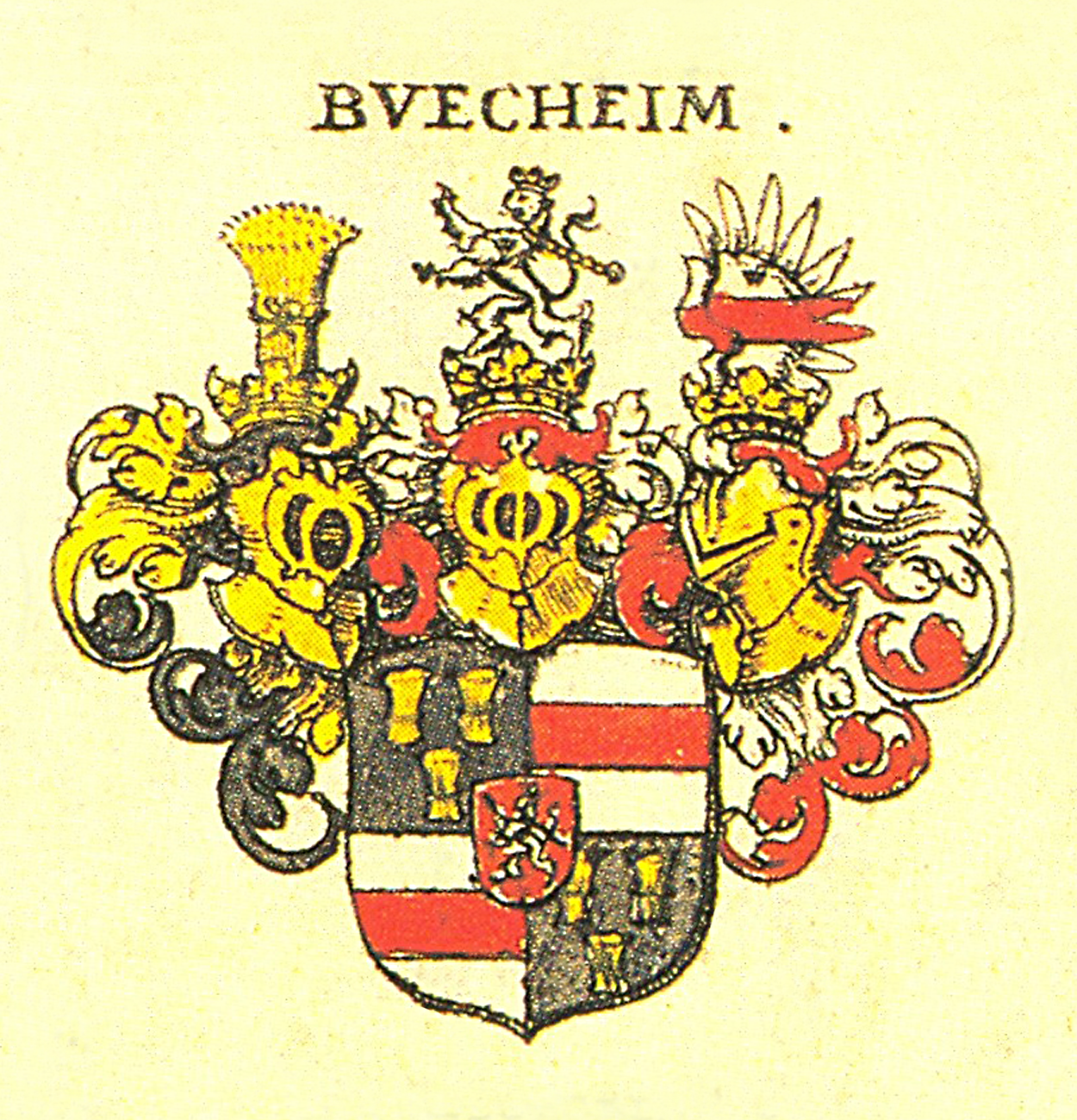
Wappen der Herren von Puchheim

Auf Heinrich von Klingenberg folgte – vorerst als Pfandinhaber – und am 15. Oktober 1348 als Lehensträger Albero V. Herr von Puchheim, da dieser seine in Oberösterreich gelegene freieigene Stammburg Puchheim an Herzog Albrecht II. von Österreich übertrug und dafür in Niederösterreich die Herrschaften und Schlösser Litschau und Heidenreichstein als landesfürstliches Lehen erhielt.
Auf diesen folgte – vorerst als Pfandinhaber – und am 15. Oktober 1348 als Lehensträger – Albero V. Herr von Puchheim, da dieser seine in Oberösterreich gelegene freieigene Stammburg Puchheim an Herzog Albrecht II. von Österreich übertrug und dafür in Niederösterreich die Herrschaften und Schlösser Litschau und Heidenreichstein als landesfürstliches Lehen erhielt.
Die Herren von Puchheim zählten zu den angesehensten Adelsfamilien des Landes, wobei der jeweils älteste des Hauses Erbtruchsess in Österreich unter der Enns (Niederösterreich) war und Mitglieder der Familie regelmäßig auch andere Hofämter wie etwa das des Landmarschalls ausübten. Der in Heidenreichstein ansässige Familienzweig nannte sich bald nach der Burg. Diese wurde ab 1400 umfassend ausgebaut, doch wurden die Arbeiten durch die Hussitenkriege von 1425 bis 1431 unterbrochen, wobei Anhänger des Jan Hus und rebellische Bauern die Burg belagerten, sie jedoch nicht erobern konnten. Später wurde der romanischen Hochburg im Westen ein äußerer Burghof vorgelegt und die Umfassungsmauern durch Turmbauten verstärkt. Ab dem 15. Jahrhundert war auch ein Landgericht mit der Herrschaft verbunden.
Wilhelm von Puchheim auf Heidenreichstein war von 1533 bis 1541 Landmarschall von Österreich. Er zeichnete sich 1532 im Kampf gegen die Türken aus. Sein Sohn Friedrich Christoph von Puchheim und dessen Brüder erbauten 1540 das äußere Vorwerk mit dem Tor, wie der Inschrift über dem Eingangstor zu entnehmen ist.
Das Streben nach erhöhter Wohnlichkeit brachte in der Renaissancezeit etliche Veränderungen. Damals entstand auch der kurze kreuzgratgewölbte Laubengang im Innenhof vor der mittelalterlichen Rauchküche.
Um 1584 hatten die Puchheim unter allen niederösterreichischen Adelsfamilien die meisten Untertanen. Damals zählten 4055 Hofstätten zu ihrer Herrschaft.
Im böhmischen Krieg von 1621 wurde der Ort gebrandschatzt, die Burg aber nicht angegriffen.
Bis 1636 und damit 288 Jahre blieb die Herrschaft Heidenreichstein im Besitz der Herren von Puchheim.

### Rascher Besitzwechsel
Im Jahre 1636 war die Herrschaft so hoch verschuldet, dass eine Exekution durchgeführt werden musste und Heidenreichstein vorübergehend an Siegmund Adam von Traun gelangte. In kurzen Abständen folgten nun verschiedene Adelsfamilien: 1640 die Herren von Zinzendorf, 1643 die Khuen von Belasy, dann die Volkra.
Diese leiten sich von Sofia von Puchheim († 1639), der jüngsten Tochter des Andreas Herren von Puchheim auf Heidenreichstein (1571) ab, die 1592 Otto Freiherrn von Zinzendorf, Erblandjägermeister in Österreich unter der Enns, kaiserlicher Mundschenk und Vorschneider sowie erzherzoglicher Hofmarschall (* 1547, † 1605) heiratete. Eine ihrer Töchter, Eva Regina Freiin von Zinzendorf, heiratete Karl Balthasar Graf Khuen von Belasi zu Lichtenberg, auf Landstein, († 1657), eine andere, Elisabeth Christina Freiin von Zinzendorf (* 27. Juli 1652) heiratete 1625 Wolfgang Christoph von Volkra auf Streitdorf († 26. Februar 1638)
Dessen zweiter Sohn, Otto Ferdinand Volkra, seit 1650 Freiherr zu Steinabrunn und Streitdorf wurde
am 12. März 1670 zum Reichsgrafen von Heidenreichstein erhoben, er verlor aber aufgrund seiner hohen Schulden die Herrschaft und starb am 18. November 1694.

### Die Grafen/Fürsten Pálffy

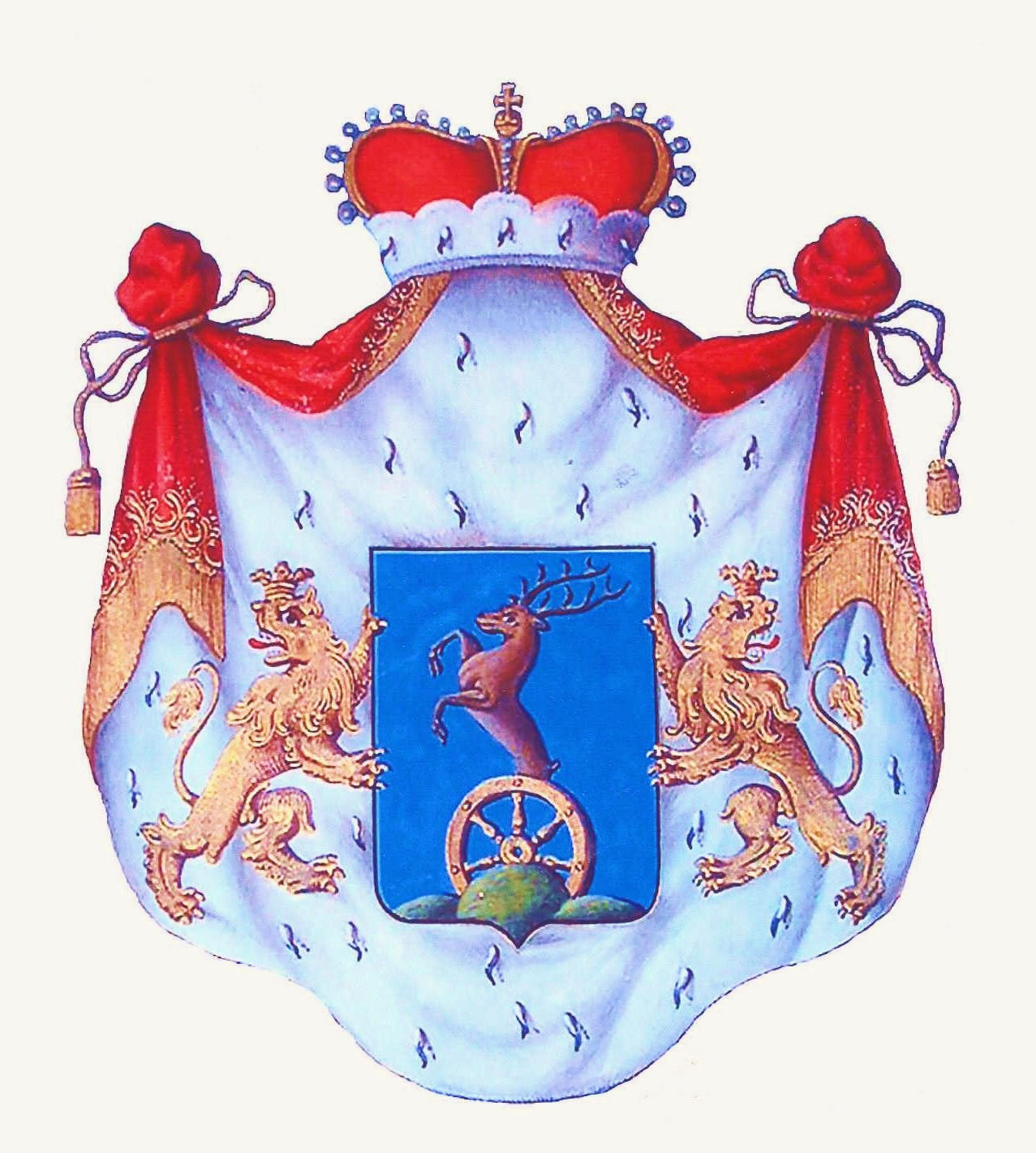
Wappen der Fürsten Palffy von Erdöd

Die Grafschaft Heidenreichstein wurde daraufhin von Margaretha Marchesa degli Obbizzi erworben. Sie war eine geborene Gräfin Pálffy und brachte Heidenreichstein in einen Fideikommiss für das Haus Pálffy ein. Ihr Bruder Nikolaus V. (* 1657, † 1732), Feldmarschall und Palatin von Ungarn, wurde 1714 mit Heidenreichstein belehnt, lebte aber als königlicher Statthalter in Ungarn meist in Pressburg. Mit Österreich war er durch seine Großmutter Eva Susanne Gräfin von Puchheim aus dem Haus Göllersdorf († 1640) und durch seine Mutter Maria Eleonore Gräfin von Harrach zu Rohrau († 1693), einer Tochter des Grafen Karl Leonhard I. und der Maria Franziska Gräfin von Eggenberg, verbunden.
Am 1. November 1807 wurde dessen Nachkomme Karl IV. Graf Pálffy zum Fürsten Pálffy von Erdöd erhoben. Er war seit 1763 mit Maria Theresia Anna Prinzessin von und zu Liechtenstein, einer Tochter des Prinzen Emanuel verheiratet. Auf ihn folgte sein Sohn Josef III. Franz als 2. Fürst und Graf von Heidenreichstein († 1827), dann dessen Enkel Antal Károly, († 1879), der mit Gräfin Leopoldina von Kaunitz-Rietberg, einer Tochter des Fürsten Alois Wenzel, verheiratet war. Auf ihn folgte Miklós Antal Mária als 4.Fürst Pálffy de Erdőd († 1935). Um 1900 fanden größere Renovierungsarbeiten statt, wobei es im Inneren zu geringfügigen historistischen Veränderungen, vor allem durch den Einzug von Holzdecken, kam. Als letzter seines Hauses folgte 1935 Ladislaus als 5. Fürst Pálffy von Erdöd, der mit Henriette Borzecki von Kozarcin verheiratet war, jedoch in Wien am 19. Jänner 1947 ohne Nachkommenschaft starb und Heidenreichstein einem Freund, dem Grafen Rudolf van der Straten-Ponthoz, vermachte. Heidenreichstein war damit fast drei Jahrhunderte, von 1679 bis 1942, im Besitz der ungarischen Adelsfamilie Pálffy.

### Die Grafen van der Straten-Ponthoz

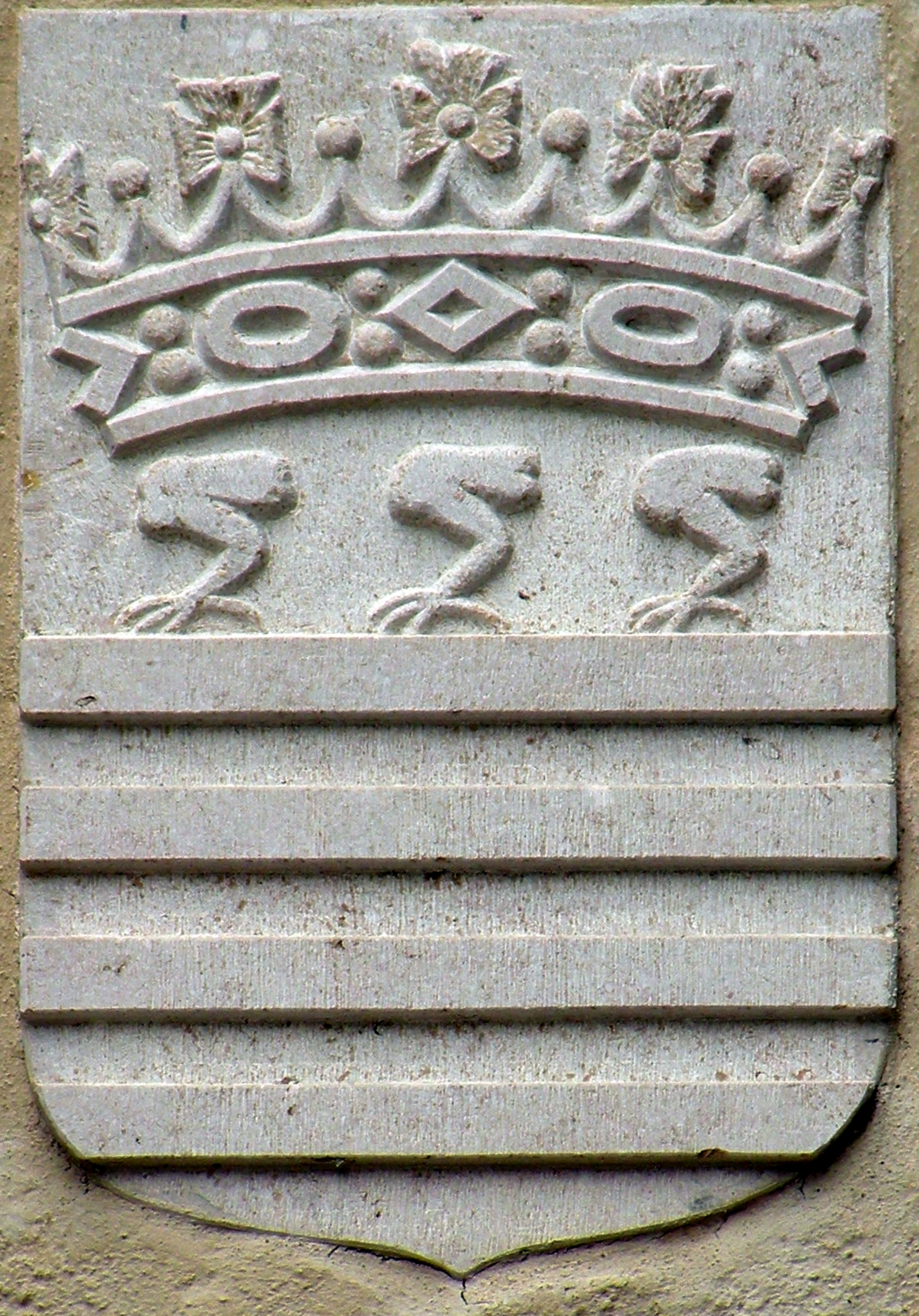
Wappen der Grafen van der Straten-Ponthoz

Nach dem Ableben von Ladislaus Fürst Palffy kam Heidenreichstein 1947 an Rudolf Graf van der Straten-Ponthoz. Dieser war ehemals Adjutant des Thronfolgers Erzherzog Franz Ferdinand von Österreich-Este und von 1919 bis 1938 Leiter der Spanischen Hofreitschule in Wien.

### Die Grafen Kinsky von Wchinitz und Tettau

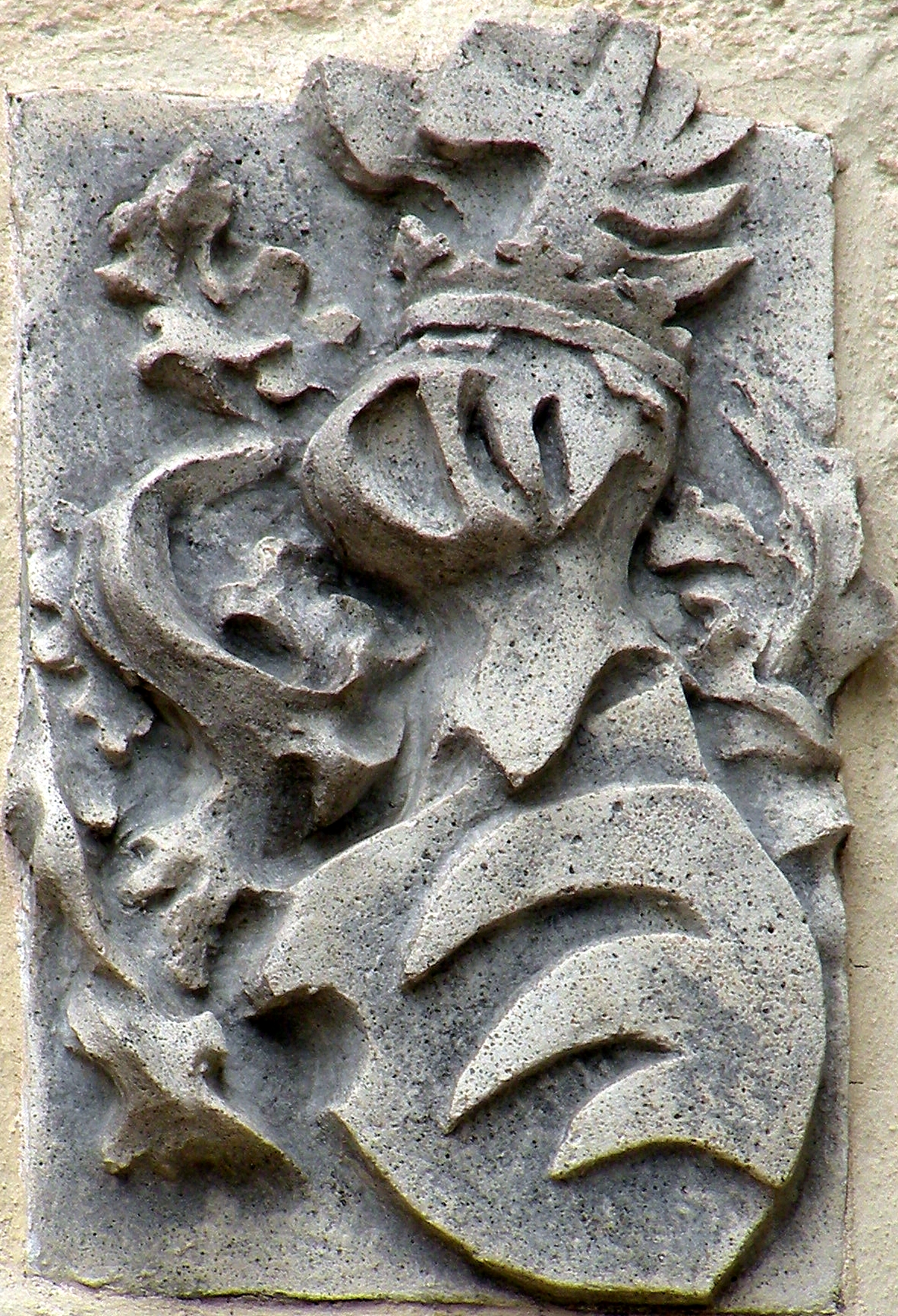
Wappen der Grafen Kinsky von Wchinitz und Tettau

Josephine Gräfin van der Straten-Ponthoz (* 28. Mai 1921, † 2020), eine Tochter und Miterbin des Grafen Rudolf, heiratete 1956 Christian Graf Kinsky von Wchinitz und Tettau, der 1961 Heidenreichstein erbte. Die Burg und das damit verbundene Gut gehören auch heute noch der Familie Kinsky. Heidenreichstein zählt zu den wenigen Adelssitzen des Waldviertels, die 1945 nicht geplündert und verwüstet wurden. Es ist auch eine der seltenen österreichischen Burgen, die noch ganzjährig bewohnt werden, wobei sich aber die Besitzer in die leichter heizbaren Nebengebäude der Vorburg zurückgezogen haben. Die Hochburg ist in der wärmeren Jahreszeit als Burgmuseum zu besichtigen. Der äußere Burghof wird im Sommer für Theateraufführungen genutzt. Die Burg Heidenreichstein ist teilweise öffentlich zugänglich.

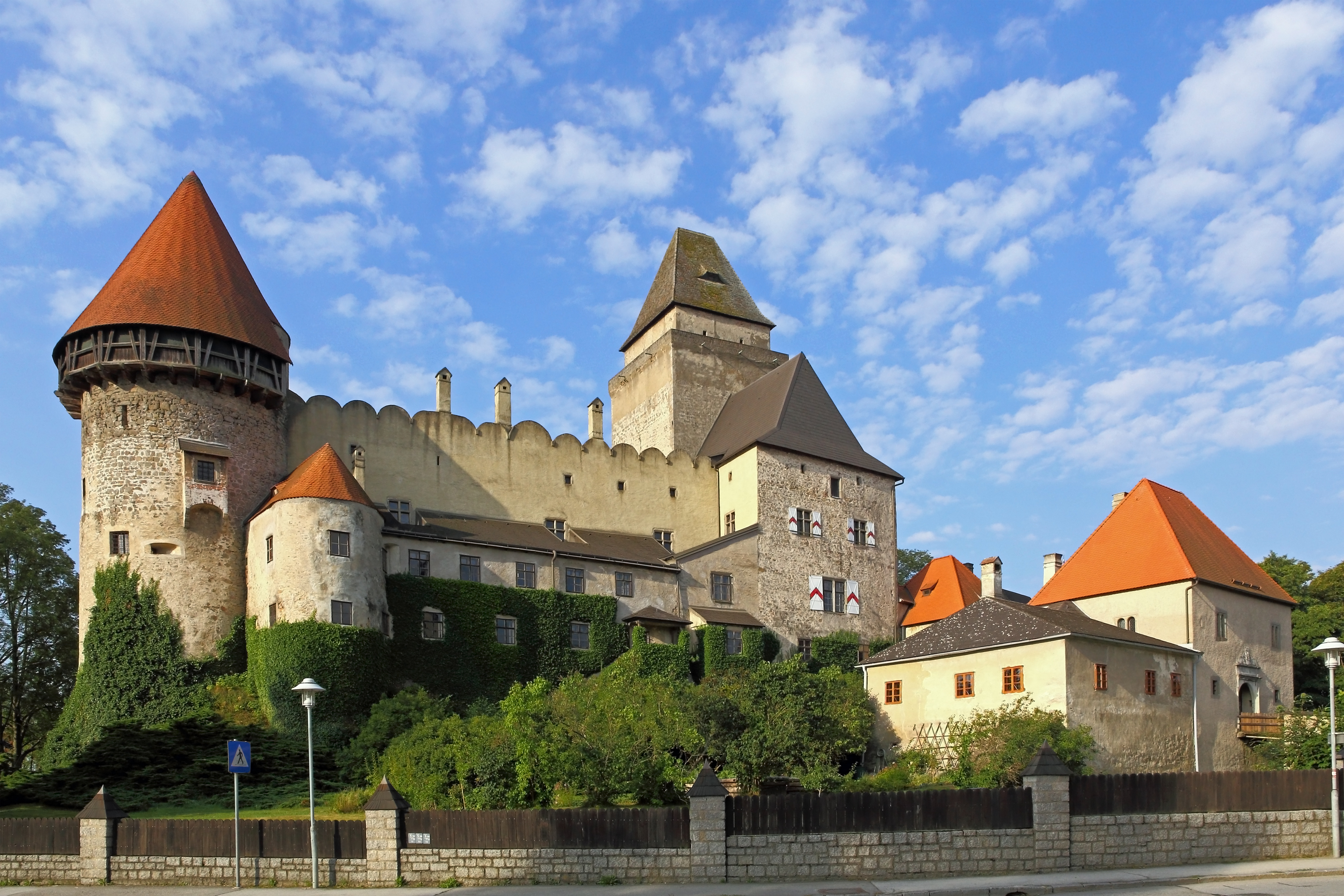
Ansicht von Nordost

## Sonstiges
Am 25. Oktober 1957 brachte die Österreichische Post zu diesem Motiv eine Dauermarke der Briefmarkenserie Österreichische Baudenkmäler im Wert von 10,00 Schilling heraus.